# 怀宁站
怀宁站位于中华人民共和国安徽省安庆市怀宁县高河镇，是一个合九铁路和安庆铁路上的铁路车站。车站目前为三等站，距安庆站40公里。车站目前仅办理客运业务，年发送旅客53万人，不办理货运业务。
车站建于1995年，原名高河埠站，设计为二等编组站。1998年9月25日开工增建3条股道，当年12月竣工，随后怀宁县城因铁路发展搬迁至车站附近的高河镇:173。2000年10月10日车站更名为安庆西站:262；2020年11月20日起又更名为怀宁站，安庆西站一名用于合安高铁车站。

## 车站结构
怀宁站站房北侧为售票厅，面积350平方，内设6个售票窗口和5台自动售票机；设有总面积820平方米的候车室共2个，总共可容纳800名旅客。

### 站线配置
怀宁站现有7条股道，另设有2条货物线和1条通往粮库的专用线。站场设有2座长500米的站台，均有雨棚覆盖。
| 侧线     | 合九铁路      |
| 侧线     | 合九铁路      |
| 侧线     | 合九铁路      |
| 侧线     | 合九铁路      |
| 3站台    | 合九铁路      |
| 岛式站台 |               |
| 2站台    | 合九铁路 正线 |
| 1站台    | 合九铁路      |
| 侧式站台 |               |